# Изоенталпијски процес
Изоенталпијски процеси су термодинамички процеси код којих енталпија система остаје непромењена.